# The O'Jays
I The O'Jays sono un gruppo musicale R&B statunitense originario dell'Ohio e attivo dal 1958.

## Storia del gruppo
Il gruppo, originario di Canton (Ohio), si forma tra cinque amici della stessa scuola che decidono inizialmente di chiamarsi The Mascots, poi The Triumphs:  Eddie Levert, Walter Williams, William Powell, Bobby Massey and Bill Isles.
Nel 1961 ottengono il primo moderato successo con Miracles e nel 1963 decidono di cambiare nome in The O'Jays come omaggio al disc jockey Eddie O'Jay della radio di Cleveland.
Nello stesso anno il gruppo produce la prima hit: Lonely Drifter e firma per la Philadelphia International Records, continuando a produrre brani R&B e soul di successo per tutti gli anni '60 come Stand in for Love o Lipstick Traces.
Nel 1972 Bill Isles e Bobby Massey decidono di lasciare il gruppo. Dopo aver considerato la possibilità di chiudere l'esperienza, i tre membri rimanenti scelgono di restare in attività. Nel corso degli anni '70 producono altri brani di successo come Back Stabbers nel 1972, For the Love of Money, Put Your Hands Together, Give the People What They Want, Livin' for the Weekend, Message in Our Music, Let Me Make Love to You e Love Train che nel 1973 raggiunge la prima posizione nella Billboard Hot 100 ed è considerata uno dei primi esempi di hit di genere disco.
Nel 1977 William Powell muore a soli 35 anni a causa di un cancro.
Ricostituito il trio con Sammy Strain (proveniente dai Little Anthony and the Imperials), negli anni '80 l'attività del gruppo non si ferma. Nel 1992 anche Strain lascia il gruppo per tornare agli Imperials e viene sostituito da Nathaniel Best, il quale a sua volta lascia quasi subito ad appannaggio di Eric Grant. Negli anni '90 viene registrato poco materiale ma nei primi anni 2000 l'attività riprende con la pubblicazione di alcuni album e con concerti dal vivo.
Nel 2004 il gruppo viene incluso nella Vocal Group Hall of Fame e nella Rock and Roll Hall of Fame l'anno successivo.
Nel giugno 2019 il New York Times Magazine ha elencato gli O'Jays tra le centinaia di artisti il cui materiale è andato distrutto nell'incendio del 2008 degli studi Universal.

## Formazione
- Eddie Levert (nato il 16 giugno 1942)
- Walter Williams (nato il 25 agosto 1943)
- Eric Grant

Ex membri
- Bill Isles (1958-1972) (4 gennaio 1941 – 28 marzo 2019)
- Bobby Massey (1958-1972)
- William Powell (1958-1977) (20 gennaio 1942 - 26 maggio 1977)
- Sammy Strain (1977-1992) (nato il 9 dicembre 1939)
- Nathaniel Best (1992)

## Discografia parziale
Album
- 1972 - Back Stabbers
- 1973 - Ship Ahoy
- 1974 - The O'Jays Live in London
- 1975 - Survival
- 1975 - Family Reunion
- 1976 - Message in the Music
- 1979 - So Full of Love
- 1979 - Identify Yourself
- 2019 - The Last Word

Singoli
- 1972 - Back Stabbers
- 1973 - Love Train
- 1973 - Put Your Hands Together
- 1974 - For the Love of Money - nona posizione nella Billboard Hot 100 e Grammy Hall of Fame Award
- 1975 - I Love Music
- 1976 - Livin' for the Weekend
- 1978 - Use ta Be My Girl

## Colonne sonore
- The Voices - Le Voci (The Voices), regia di Marjane Satrapi (2015)
- Dragged Across Concrete - Poliziotti al limite (Dragged Across Concrete), regia di S. Craig Zahler (2018)